# 天兴居
天兴居炒肝店，是一家始创于1862年的北京中华老字号饭店，隶属于北京便宜坊烤鸭集团有限公司，以炒肝为经营特色，是炒肝的起源地。

## 历史
始建于清朝同治元年（1862年）的会仙居位于北京前门的鲜鱼口，店主为刘永奎，最初是一家经营黄酒和花生米、皮蛋、咸蛋等下酒菜的小酒馆。 清光绪二十年（1894年），在后任店主刘喜贵的经营下创造出了炒肝，因物美价廉、服务周到，而受到了食客的青睐。1933年，在会仙居的附近开设了一家同样售卖炒肝的天兴居小吃店，两家店形成了互相竞争，在竞争中逐渐形成了一套独特的炒肝制作技艺，两家店铺在1956年的公私合营风潮中被合并。
天兴居炒肝有着「味浓不腻，稀稠适度，吃蒜不见蒜」的特色，1997年獲授中国烹饪协会「首届全国中华名小吃」称号，「吃遍北京十大正宗特色小吃店」。2006年被中华人民共和国商务部认定为首批「中华老字号」饭店。2007年，天兴居的炒肝制作技艺被列入北京市崇文区级非物质文化遗产保护名录。